# Olympische Sommerspiele 1952/Teilnehmer (Monaco)
| Gelbes Symbol für Goldmedaillen mit stilisierten Olympischen Ringen | Graues Symbol für Silbermedaillen mit stilisierten Olympischen Ringen | Braundes Symbol für Bronzemedaillen mit stilisierten Olympischen Ringen |
| ------------------------------------------------------------------- | --------------------------------------------------------------------- | ----------------------------------------------------------------------- |
| —                                                                   | —                                                                     | —                                                                       |

Monaco nahm an den Olympischen Sommerspielen 1952 in der finnischen Hauptstadt Helsinki mit acht männlichen Athleten in zwei Sportarten und sechs Wettkämpfen teil.
Seit 1920 war es die sechste Teilnahme eines monegassischen Teams an Olympischen Sommerspielen.

## Teilnehmer nach Sportarten

### Schießen
Kleinkaliber Dreistellungskampf
- Roger Abel
384 + 344 + 333 = 1.061 Ringe (- 103 Ringe), Rang 42

Kleinkaliber liegend
- Roger Abel
95 + 97 + 94 + 98 = 384 Ringe (- 16 Ringe), Rang 51

- Pierre Marsan
97 + 98 + 97 + 95 = 387 Ringe (- 13 Ringe), Rang 46

Freie Scheibenpistole
- Herman Schultz
88 + 88 + 80 + 81 + 84 + 80 = 501 Ringe (- 52 Ringe), Rang 39

Schnellfeuerpistole
- Charles Bergonzi
370 Riinge, 53. – und damit letzter – Rang
1. Runde: 84 + 56 + 41 = 181 Ringe
2. Runde: 60 + 81 + 48 = 189 Ringe

- Herman Schultz
512 Ringe (- 67 Ringe), Rang 33
1. Runde: 86 + 84 + 82 = 252 Ringe
2. Runde: 90 + 83 + 87 = 260 Ringe

Tontaubenschießen
- Georges Robini
165 Punkte (−27 Punkte), Rang 32
1. Runde: 22 + 22 + 20 + 16 = 80 Punkte
2. Runde: 22 + 22 + 20 + 21 = 85 Punkte

- Marcel Rué
146 Punkte (- 46 Punkte), Rang 38
1. Runde: 19 + 22 + 13 + 22 = 76 Punkte
2. Runde: 19 + 18 + 16 + 17 = 70 Punkte

### Segeln
Star
- Michel Auréglia und Victor de Sigaldi auf ihrer Yacht Hirondelle
560 Punkte (- 7.075 Punkte), Rang 21
1. Rennen: nicht beendet, 0 Punkte
2. Rennen: nicht beendet, 0 Punkte
3. Rennen: 193 Punkte, Rang 17
4. Rennen: 101 Punkte, Rang 21
5. Rennen: disqualifiziert, 0 Punkte
6. Rennen: 122 Punkte, Rang 20
7. Rennen: 144 Punkte, Rang 19